# Познанский июнь
Познанский июнь (пол. Poznański Czerwiec), также известно как Познанское восстание 1956 года — польское восстание рабочих города Познань 28—30 июня 1956, первое открытое протестное выступление в истории ПНР. Началось как забастовочный протест против экономической политики властей и нарушения конкретных договорённостей, но быстро переросло в массовое движение против сталинистского режима ПОРП. Сопровождалось вооружёнными столкновениями и кровопролитием. Подавлено силами регулярной армии, милиции, КВБ и КОБ, но оказало серьёзное влияние на процессы польской десталинизации, ускорило наступление «гомулковской оттепели». День кровопролития 28 июня 1956, подобно 17 декабря 1970, назван в Польше Чёрный четверг.

## Познанские особенности
Смерть Сталина, XX съезд КПСС, разоблачение культа личности, политические перемены в СССР дестабилизировали коммунистические режимы Восточной Европы. Это в особенности касалось Польши, где сопротивление сталинистскому режиму Болеслава Берута, в том числе вооружённое, было длительным и упорным. ЦК ПОРП во главе с Эдвардом Охабом (занял пост первого секретаря после скоропостижной смерти Берута) и правительство Юзефа Циранкевича не могли чётко определиться в выборе нового курса. В стране усиливались антикоммунистические настроения. Реформистские силы в правящей компартии группировались вокруг недавно освобождённого из заключения Владислава Гомулки с его программой «польского пути к социализму». 
Trybuna Ludu по инициативе Стефана Сташевского опубликовала доклад Никиты Хрущёва О культе личности и его последствиях. В апреле 1956 освободились по амнистии тысячи политзаключённых. Стали допускаться дискуссии на исторические и политико-философские темы. Были отстранены от власти руководящие сталинисты, непосредственно виновные в массовых репрессиях — Якуб Берман, Станислав Радкевич, Игнацы Лога-Совинский, Генрик Свентковский, арестованы функционеры прежней госбезопасности Роман Ромковский, Юзеф Ружаньский, Анатоль Фейгин. Но к середине 1956 ПНР в целом оставалась коммунистическим государством сталинистского типа.
Город Познань и Познанское воеводство относились к Великопольской исторической области. Длительное время эти территории принадлежали Германии и подверглись сильному немецкому социокультурному влиянию. Даже местное наречение включает немецкоязычные слова и особенности произношения. Чертами познанского характера традиционно считаются трудолюбие, дисциплинированность, законопослушание, уважение к начальству, даже определённый педантизм. Среди большинства поляков существовала некоторая настороженность в отношении познанцев — они, например, считались несклонными к протестам даже при явной несправедливости. Однако этот стереотип противоречил историческим фактам. Познань не раз становилась центром восстаний.
Познань принадлежала к возвращённым землям — территориям, отошедшим Польше после Второй мировой войны. Коммунистическое влияние было здесь очень слабым, зато сильны национал-демократы и католическая церковь. Возвращённые территории подвергались во второй половине 1940-х особенно жёсткой коммунизации. Правящая компартия ППР, с 1948 — ПОРП превращала их в свои политические оплоты. Руководящие кадры обычно присылались в Познань из других регионов и отличались крайними сталинистскими подходами. Эта тенденция продолжалась и десятилетие спустя. Первый секретарь Познанского воеводского комитета ПОРП Леон Стасяк был убеждённым сталинистом со времён КПП. Ветераном ППР был председатель президиума воеводского совета Юзеф Пепжик. Воеводский комендант гражданской милиции подполковник Тадеуш Петшак участвовал в подавлении вооружённого подполья NSZ. Начальник управления Комитета общественной безопасности (КОБ) майор Феликс Двояк и городской комендант милиции капитан Станислав Бичиско были известны сильной идеологической мотивацией.
В силу ряда причин, в том числе перечисленных, июньские события 1956 года оказались полной неожиданностью для властей. Подобных выступлений могли ожидать в другом регионе, но не в Познани.

## Восстание

### Конфликт
Познань, как и теперь, являлась крупным промышленным центром Польши. Особое значение имел машиностроительный завод имени Сталина (ZISPO) — ныне Завод Цегельского. C 1953 здесь нарастал трудовой конфликт, связанный с налогом на зарплату. Несколько тысяч человек в течение трёх лет потеряли в общей сложности более 11 миллионов злотых. Остро стояла и жилищная проблема: при резком росте населения лишь немногие рабочие изредка получали квартиры.
Общее экономическое положение было тяжёлым по всей стране. Попытки коллективизации привели к дефициту продовольствия, разрушалась социальная инфраструктура. В Познани и Великопольше в целом эти процессы развивались в усугублённом виде. Обращения познанских в министерство машиностроения и ЦК ПОРП не давали результата. Прибывшую из Варшавы министерскую комиссию встретил первый секретарь Стасяк, который возложил всю вину на «заводских провокаторов».
23 июня на ZISPO была сформирована делегация для отправки в Варшаву. Возглавлял её член профкома Станислав Матыя. Переговоры в Варшаве состоялись 26 июня. Познанские делегаты ставили вопросы о выплате премий, повышении зарплат, снижении цен на продовольствие. Министр машиностроения Роман Фидельский выразил понимание и пообещал компенсировать потери от налога и выплатить премии. Делегаты вернулись с уверенностью в договорённостях. В Познани готовилось проведение ежегодной международной ярмарки, присутствовали иностранные гости.
Однако 27 июня в Познань прибыл министр Фидельский. Выполняя инструкции партийного руководства, он дезавуировал обещания, данные днём раньше. Это вызвало негодование рабочих, которые после варшавских договорённостей считали вопросы решёнными. Нарушение обязательств привело к тому, что познанское уважение к представителям власти немедленно исчезло, хотя переговоры предполагалось продолжить на следующий день.

### Демонстрация
Забастовка на ZISPO спонтанно началась в цехе W-3 ранним утром 28 июня 1956. Под предводительством Матыи и других членов делегации рабочие вышли на улицы и двинулись к Кайзеровскому замку, где располагалась городская администрация — президиум горсовета. К демонстрантам быстро присоединились рабочие городского транспорта (MPK), ремонта подвижного состава (ZNTK), уборочных машин (PFMZ), текстильной фабрики Modena, ряда других предприятий — ситуация была широко известна в городе, на многих заводах возникла забастовочная готовность. Выдвигались требования снизить нормы выработки, повысить оплату труда.
Демонстрации общей численностью до 100 тысяч человек двинулись по всем основным магистралям Познани. Очевидцы говорили о «кипящей толпе, внушающей гордость и достоинство». К демонстрантам вышел секретарь воеводского комитета ПОРП Винценты Краско, но рабочие не видели смысла в разговоре с заведующим партийной пропагандой. Не дал результатов и разговор с председателем президиума горсовета Францишеком Фронцковяком. Протестующие требовали встречи с главой правительства Циранкевичем. Представителя высшей номенклатуры считали ответственным гарантом варшавских договорённостей.
На первом этапе, примерно до 10 часов утра, события в целом развивались мирно. Протестующие были настроены решительно, но воздерживались от насильственных действий. Это отмечал в своём отчёте и подполковник Петшак. На тот момент они ограничились захватом партийных агитационных автомобилей с громкоговорителями. Срочно выдвинутые на улицы усиленные наряды милиции тоже выглядели миролюбиво. Капитан Бичиско впоследствии выражал недовольство отсутствием санкции на упреждающее применение оружия против «фашистских боевиков».
Однако Леон Стасяк и Феликс Двояк сразу затребовали в Варшаве полномочий на применение оружия. Более того, они настаивали на вводе регулярных армейских частей. Именно первый секретарь воеводского комитета ПОРП и ещё более начальник управления КОБ выступили инициаторами военного насилия.
Стасяк и Двояк обратились к командиру дислоцированного в Познани 10-го Великопольского полка полковнику Юзефу Липиньскому, коменданту Офицерской школы бронетанковых и механизированных войск полковнику Антонию Филиповичу, командующему Корпусом внутренней безопасности (КВБ) генералу бригады Влодзимежу Мусю. Генерал Мусь предложил первому секретарю ЦК Охабу срочно перебросить в Познань танковые части из других регионов. Но начальник армейского Главного политуправления генерал бригады Казимеж Виташевский, хотя и был крайним сталинистом, поначалу категорически возражал против участия регулярных войск. Однако в общем и целом мало кто в партийно-государственном руководстве сомневался в неизбежности силового столкновения.
Менялось и настроение демонстрантов. Они видели нежелание властей признать социально-экономические требования — которые познанцы считали законными и согласованными. Лозунги протеста резко радикализировались и политизировались: «Мы хотим хлеба!», «Мы хотим жить как люди!», «Требуем повышения зарплаты!», «Долой нормы!» дополнились иными: «Долой большевизм!», «Долой коммунистов!», «Да здравствует свободная Польша!», «Долой эксплуатацию труда!», «Долой красную буржуазию!», «Да здравствует Миколайчик!», «Требуем свободных выборов под контролем ООН!» Лозунги «Долой русских!», «Долой Москву!» отражали понимание зависимости польских коммунистов от СССР.
Протестующие прорвались в здания горсовета, городского комитета ПОРП, воеводской комендатуры милиции. На короткое время они заняли штаб-квартиру центрального органа власти — воеводского комитета ПОРП. На фасаде комитета были сорваны красные флаги и портреты партийных вождей, написаны лозунги «Хлеб» и «Свобода», а также пренебрежительное объявление «Сдаётся в аренду». Уничтожались установки для глушения западных радиостанций. Началось разоружение милицейской охраны, у протестующих появилось оружие.

### Столкновение
Примерно с половины одиннадцатого утра в Познани начались столкновения протестующих с милицией. Стихийно выдвинулись вожаки: слесарь ZISPO Роман Бульчиньский, водитель MPK Януш Кулас, плотник Станислав Матыя, рабочий аптечного склада Влодзимеж Марциняк, рабочие депо ZNTK Ян Людвичак и Зенон Урбанек, ремонтник Ян Суварт, учащийся сельхозтехниума Миколай Пац-Помарнацкий, работница ZISPO Александра Богдан, трамвайщицы Кристина Цебульская, Хелена Пшибылек, Станислава Собаньская, Мария Каптурская, медсестра Александра Банасяк. В большинстве это были убеждённые антикоммунисты, иногда по семейной традиции. Но бывали исключения: например, Ян Брыгер, ветеран-коммунист, член заводского комитета ПОРП.
Своего рода штаб восстания сложился в трамвайном депо. Среди демонстрантов возникли активные группы, готовые к вооружённому сопротивлению. Несколько сотен человек — по разным подсчётам, от двухсот до четырёхсот — захватили оружие на военных кафедрах Высшего сельскохозяйственного училища и Медицинской академии, атаковали милицейские посты в разных районах города. Были освобождены заключённые Млынской тюрьмы, затем лагеря Мровин. Захвачены здания суда и прокуратуры, уничтожена следственная документация. Сотрудники милиции почти не пытались сопротивляться, безропотно сдавали оружие и сдавались в плен сами. В этих акциях лидировали девятнадцатилетний Кулас, восемнадцатилетний Бульчиньский, двадцатишестилетняя Цебульская.
Первые выстрелы предположительно прозвучали при этих захватах. В тюрьме на Млынской была ранена автоматной очередью вольнонаёмная работница тюремной столовой по имени Стефания. Стрелявшие немедленно скрылись и так и не были установлены. По этой причине считается доподлинно неизвестным, с какой стороны в Познанский июнь была выпущена первая пуля. Это могли быть и активисты антикоммунистического бунта, и фанатичные партийные сталинисты. Так или иначе, огонь ещё не вёлся прицельно. Когда бывшие заключённые в Юниково собрались линчевать милиционеров, их остановила Цебульская.
Полковник Липиньский выделил солдат для охраны партийных и административных объектов. Полковник Филипович выдвинул три сотни курсантов при шестнадцати танках, двух бронетранспортёрах и тридцати автомобилях. Около 10 утра министр национальной обороны ПНР маршал Константин Рокоссовский предложил Политбюро ЦК ПОРП использовать воинские части для подавления беспорядков в Познани. Предложение было принято. Начальник генерального штаба генерал брони Ежи Бордзиловский санкционировал применение танков «против провокаторов». Политическое руководство осуществлял Циранкевич. Оперативное командование принял заместитель министра Рокоссовского генерал армии Станислав Поплавский (подобно Рокоссовскому и Бордзиловскому, Поплавский являлся не только польским, но и советским военачальником).
Войсковая группировка включала две танковые (19-ю и 10-ю Судецкую) и две пехотные дивизии (4-ю Поморскую и 5-ю Саксонскую). Общая численность военнослужащих составляла почти 10 тысяч человек при 359 танках, 67 бронетранспортёрах и самоходных артиллерийских установках. Задействовались также несколько сотен бойцов КВБ и агентов КОБ.
На улице Домбровского группа демонстрантов атаковала курсантские танки. Два танка были захвачены, Кулас пытался их завести (впоследствии он говорил, что хотел проверить, являются ли танкисты поляками или переодетыми советскими солдатами). Но самым ненавистным учреждением являлся орган политических репрессий — КОБ. К городской штаб-квартире госбезопасности на улице Кохановского двинулась многотысячная демонстрация. Впереди под польским флагом шли двадцатилетняя Пшибылек, восемнадцатилетняя Собаньская, двадцатиоднолетняя Каптурская. Но в демонстрации участвовал и Януш Кулас со своими по-боевому настроенными соратниками, и недавние заключённые.
Далеко не все демонстранты проявляли теперь миролюбие. Многие из них имели оружие и серьёзные счёты с репрессивной структурой. Впоследствии некоторые исследователи констатировали: вооружённые люди, только что освободившие тюрьму и прорвавшиеся к штабу ненавистной госбезопасности, вряд ли ограничились бы символической акцией. Во весь голос звучали призывы к расправе. Столкновение и кровопролитие были неизбежны, даже если бы сотрудники КОБ проявили максимальную сдержанность. Отношение к ним было не то, что к милиции — оно «закономерно определялось ролью КОБ в сталинской системе».
Майор Двояк приказал стрелять на поражение. Сотрудники КОБ открыли огонь из окон. Именно этот момент считается переломным в событиях — направленное применение боевого оружия. Осада с перестрелкой продлилась несколько часов, до прибытия войск. Среди тяжелораненых была Хелена Пшибылек, среди погибших — тринадцатилетний школьник Ромек Стшалковский (впоследствии рассказывалось, что он держал плакат «Хотим религии в школах» или подхватил упавший на землю бело-красный флаг, но со стопроцентной достоверностью это не установлено). Гибель Ромека Стшалковского стала трагическим символом Познанского июня.

### Подавление
Около двух часов дня в аэропорту Познань-Лавица высадился генерал Поплавский. С ним прибыли заместитель главного коменданта гражданской милиции полковник Теодор Дуда и заместитель командующего КВБ Мечислав Путечны. Для партийно-политического руководства к ним присоединились премьер-министр Юзеф Циранкевич и член Политбюро Эдвард Герек. Штаб был обустроен в близлежащей курортной зоне.
В город вступали танковые и пехотные дивизии. Основная функция подавления возлагалась теперь не на милицию и госбезопасность, даже не на КВБ, а на регулярные войска с бронетехникой. Солдатам было сказано, будто «провокаторами командуют западногерманские снайперы и американские коммандос». Сначала протестующие, не разобравшись в ситуации, приветствовали вступающие танки возгласами «Да здравствует армия!» Но это отношение быстро сменилось ненавистью к «сталинским лакеям». Характерен эпизод, когда двадцатилетняя Александра Банасяк, выносившая раненого из-под обстрела, остановила вооружённого солдата резким обличительным возгласом.
Вновь вспыхнули перестрелки и уличные бои. Армейская подготовка быстро возымела действие. В целом восстание было подавлено уже к вечеру 28 июня. Улицы Познани оказались зачищены, хотя разрозненное сопротивление продолжалось до полудня 29-го, а спорадические перестрелки — до 30-го. Милиция и КОБ приступили к арестам.
Вечером 29 июня по радио выступил Юзеф Циранкевич. Речь была выдержана в жёсткой тональности: «Каждый провокатор или сумасшедший, осмелившийся поднять руку на народное правительство, пусть будет уверен: народное правительство отрубит ему руку!» 30 июня Польское агентство печати распространило сообщение о «серьёзных беспорядках в Познани, организованных агентами империализма и реакционным подпольем, которые использовали экономические трудности на некоторых заводах, чтобы сорвать международную ярмарку и бросить тень на доброе имя Народной Польши». Политическое руководство «нормализацией» осуществлял Циранкевич. Герек возглавил комиссию по изучению причин беспорядков. Оба приняли участие в похоронной церемонии.

## Жертвы
Количество погибших в познанских событиях определяется в 58 человек. Все они известны поимённо. 50 из них были участниками протестов — в основном заводские рабочие, подсобники или ученики, реже учащиеся, инженеры, техники. Старшему — мяснику Здзиславу Пискорскому — было 58 лет, младшему — школьнику Ромеку Стшалковскому — 13 лет. Последний — транспортный рабочий Анджей Стыперек — умер 30 января 1964 от последствий ранения в позвоночник.
8 погибших представляли силы подавления — трое сотрудников КОБ, милиционер, боец КВБ, курсант-танкист, солдат и подпоручик. Впоследствии расследованием было установлено, что солдат погиб от курсантского «дружественного огня», милиционер — от травмы головы, полученной при случайном падении в погоне за протестующими. Боец КВБ, подпоручик, курсант и двое офицеров госбезопасности застрелены. Один офицер госбезопасности был забит насмерть.
Количество раненых определяется менее точно, но исчисляется сотнями протестующих и десятками представителей правительственных сил. Наиболее точная численность, по данным Института национальной памяти (IPN) — не менее 573 человек, из которых 523 составили протестующие, 50 — правительственные силы (28 солдат, 7 милиционеров, 15 офицеров КОБ).
Арестованы, по данным IPN, были 575 человек, но если считать всех задержанных — 746 (в других источниках встречаются заметно большие цифры). Здесь разночтения объясняются различными сроками задержания — одних выпускали почти сразу, других отправляли в предварительное заключение до суда. 185 человек были отданы под следствие КОБ, 98 — прокуратуры, 11 — специальной инстанции по правонарушениям несовершеннолетних.

## Судебные процессы
Первоначально власти намеревались провести серию показательных процессов. Веяния времени уже сказывались: генеральный прокурор ПНР Мариан Рыбицкий отмечал, что наказанию подлежат «не участники рабочей демонстрации, выражавшие справедливое недовольство, а преступники, авантюристы и провокаторы». Однако приговоры ожидались суровые. Вменённые статьи предусматривали длительные сроки заключения и даже смертную казнь.
Арестованных жестоко избивали, в том числе женщин и раненых. Партийная пропаганда представляла их «империалистическими агентами», «бандитами и грабителями», в лучшем случае «хулиганами». Упор делался именно на уголовные, а не политические обвинения. Особое внимание в этом смысле уделялось Янушу Куласу (ранее судимому за драку лидеру молодёжной группировки) — его называли «типичным представителем кадровой базы фашизма». На следствии применялись пытки для получения нужных обвинению показаний. Тот же Кулас называл методы следователей «неописуемыми» и «эсэсовскими». Зверским избиениям подверглись в КОБ Мария Каптурская и Станислава Собаньская.
27 сентября начался «Процесс трёх». Двадцатилетний Юзеф Фольтынович, восемнадцатилетний Казимеж Журек и восемнадцатилетний Ежи Срока обвинялись в избиении насмерть сотрудника КОБ, уничтожении прокурорских документов, повреждении тюремного оборудования и ограблении киосков. 8 октября Фольтынович и Срока получили 4 года 6 месяцев заключения, Журек — 4 года.
В тот же день открылся «Процесс девяти». Подсудимые, в том числе двадцатилетний Зенон Урбанек и двадцатидвухлетний Ян Суварт обвинялись в нападении на управление КОБ (им пытались приписать даже убийство Ромека Стшалковского, но от этого пришлось отказаться за очевидной абсурдностью). 12 октября семеро получили сроки заключения от двух до шести лет.
Аналогичные обвинения, а также многочисленные эпизоды нападение на правительственные силы, были предъявлены на «Процессе десяти», где среди обвиняемых были Януш Кулас, Роман Бульчиньский, Миколай Пац-Помарнацкий. Суд был прерван 22 октября и уже не возобновился.
Подсудимых защищали известные польские адвокаты, среди них Станислав Хеймовский. Им была предоставлена возможность выступать (в частности, Кулас отказался на суде от данных под пытками показаний). В отчётах КОБ отмечались многочисленные выражения солидарности поляков с подсудимыми. Ходили слухи о формировании на заводах боевых групп для их освобождения. Многие, особенно студенческая молодёжь, стали носить верхнюю одежду в один рукав: «вторая отрублена» — отсылка к речи Циранкевича.

## Последствия
Познанское восстание было подавлено, однако властям пришлось выполнить ряд его требований, особенно социально-экономических. С 3 июля начался возврат рабочим удержанных через налоги 11 миллионов. 10 июля на ZISPO выплачена повышенная зарплата. Эдвард Герек выступил на Политбюро с докладом своей комиссии. Хотя в докладе ещё звучали термины типа «враждебная провокация», приходилось признать: конкретные доказательства участия «иностранных агентов и контрреволюционеров» отсутствуют, имело место недовольство рабочего класса «извращениями экономической политики и бюрократизмом администрации», ответственность несут воеводский партаппарат, милиция, госбезопасность и печать. Таким образом, вина возлагалась на познанских региональных чиновников, силовиков и пропагандистов. Со своей стороны, познанский первый секретарь Стасяк отметил, что доверие рабочих потеряла ПОРП в целом.
Наиболее одиозные кадры, прежде всего Леон Стасяк и Феликс Двояк, вскоре были отозваны из Познани, хотя никто из них не понёс какого-либо наказания. Стасяк служил в отделе пропаганды ЦК, Двояк — в центральном аппарате МВД. Станислав Поплавский в конце года вернулся в СССР. После расформирования КОБ и объединения милиции и госбезопасности в системе МВД Теодор Дуда был переведён на второстепенную должность в погранвойсках. Роман Фидельский был перемещён с министерского поста. В то же время Юзеф Циранкевич оставался главой правительства до 1970. Тадеуш Петшак в 1965—1971 был главным комендантом гражданской милиции ПНР. Станислав Бичиско дослужился до генеральского звания, руководил Высшей школой офицеров милиции в Щецине.
Познанские события оказали сильное воздействие на политические процессы в Польше. На фоне массовых протестов утрачивало позиции консервативно-сталинистское крыло ПОРП утрачивало позиции. 21 октября 1956 пленум ЦК ПОРП утвердил первым секретарём Владислава Гомулку. Началась польская десталинизация — «Гомулковская Оттепель». В своей речи на пленуме Гомулка сказал об ответственности партийного руководства за июньское кровопролитие. Познанские события стали квалифицироваться как справедливый и законный протест рабочего класса против сталинистских «искажений социализма». Гомулка особо предостерёг от поиска «империалистических агентов и провокаторов», поскольку причины трагических событий коренились в политике партии и правительства.
Подсудимые познанских процессов были амнистированы (за исключением Фольтыновича, Журека и Сроки). 22 октября многотысячный митинг рабочих ZISPO приветствовал избрание Гомулки и новую партийную программу. 1 ноября завод имени Сталина стал называться заводом имени Цегельского.
В то же время «гомулковская оттпель» носила весьма ограниченный характер. Массовое выступление против номенклатуры рассматривалось как опасное и недопустимое явление. Не случайно уже в 1957 были созданы военизированные милицейские спецподразделения ЗОМО, специально подготовленные к подавлению уличных протестов (в этом шаге властей несомненно отразилось влияние Познанского июня). Применение военной силы против народных протестов стало считалось недопустимым до конца 1960-х, но в декабре 1970 года повторилось на Балтийском побережье. День 17 декабря 1970, как и 28 июня 1956, был назван Чёрный четверг.
Познанское восстание и последующие события сыграли вдохновляющую роль в ходе Венгерской революции осенью 1956 года.

## Судьбы и память

### В ПНР
В июне 1957 Гомулка сделал специальное заявление о скорби в связи с годовщиной. Архиепископ Познанский Антоний Бараняк отслужил мессу в память жертв. Была создана католическая благотворительная организация, оказывавшая материальную помощь семьям погибших и раненым в июньские дни. Однако и новое партийное руководство постаралось побыстрее предать забвению Познанское восстание. C 1957 по 1980 не было ни одного официального публичного упоминания об этих событиях. Участники находились под плотным наблюдением и особым контролем Службы госбезопасности. Никому из них не предоставлялось никаких компенсаций за ранения, пытки, утрату здоровья и инвалидность — как произошло с Хеленой Пшибылек, Марией Каптурской, Станиславой Собаньской.
Память о Познанском июне вернулась в общественное обсуждение в 1980, при создании независимого профсоюза Солидарность. Весной 1981 был создан комитет познанской общественности по отмечанию юбилея событий. При содействии реформистски ориентированного и симпатизировавшего «Солидарности» партийного секретаря Эдварда Скшипчака в 1981 издана книга о Познанском июне.
28 июня 1981 лидер «Солидарности» Лех Валенса, Станислав Матыя и Анна Стшалковская — мать Ромека Стшалковского открыли в Познани мемориальный знак 25-летия восстания. Познанские кресты освятил архиепископ Ежи Строба. Памятные мероприятия прошли на заводах, явившихся центрами восстания в 1956. Была зачитана телеграмма Папы Римского Иоанна Павла II. В акции участвовали до 200 тысяч человек.
Во время военного положения 1981—1983 Познанские кресты являлись своеобразной свободной территорией, местом протестных собраний. Участник Познанского июня Ян Людвичак был председателем «Солидарности» на шахте «Вуек». С другой стороны, лидер «партийно-бетонной» организации PFK Ян Маерчак называл повторение Познанского июня устрашающей перспективой для власти ПОРП.

### В Республике Польша
В Третьей Речи Посполитой Познанское восстание считается актом рабочего сопротивления тоталитарному режиму. Его участники окружены почётом и уважением. 28 июня 2006 Сейм Республики Польша объявил Национальным днём памяти Познанского июня. В торжественных мероприятиях 50-летия участвовали пять европейских президентов: Лех Качиньский, Ласло Шойом, Хорст Кёлер, Вацлав Клаус, Иван Гашпарович.
С 2007 в Кайзеровском замке работает Музей Познанского восстания – «Июнь 1956». В городе установлены пять памятников на местах событий. Действует организация ветеранов Познанского июня. Одна из улиц Познани названа именем Януша Куласа (Кулас скоропостижно скончался в 1972). Улица Януша Куласа пересекается с улицей Станислава Хеймовского. Именем Станислава Матыи (скончался в 1985) названа улица в Познани и кольцевая развязка во Вжесне. Площадь на углу улиц Домбровского и Кохановского, где происходили драматические события носит имя Трёх трамвайщиц — Хелены Пшибылек (скончалась в 1993), Марии Каптурской (скончалась в 2005), Станиславы Собаньской (скончалась в 2012).
В 2006 году президент Польши Лех Качиньский наградил Командорским крестом ордена Возрождения Польши трёх трамвайщиц (Пшибылек и Каптурскую — посмертно) и поэтессу Александру Богдан. Крестом Свободы и Солидарности награждён Роман Бульчиньский (скончался в 2021). Александра Банасяк награждена Офицерским крестом ордена Возрождения Польши и медалью имени Флоренс Найтингейл. Влодзимеж Марциняк и Александра Банасяк активны не только в познанском ветеранском движении, но и в польской политике. Миколай Пац-Помарнацкий стал известным спортсменом-фехтовальщиком, участником Олимпиады-1964.
Восстание познанских рабочих в июне рассматривается как акт, ускоривший десталинизацию в октябре и позволивший избежать более масштабного кровопролития, подобного происшедшему в Венгрии. Познанский июнь вспоминается не только как трагическое событие, но и как «несколько часов свободы». В этом понимании состоит главный смысл памятных мероприятий.